# Lilian Constantini
Pour les articles homonymes, voir Constantini.
Lilian Constantini, nom de scène de Lilian Louise Hélène Volpert, née le 26 septembre 1902 dans le 9e arrondissement de Paris et morte le 4 janvier 1982 à Saint-Tropez, est une actrice et philanthrope française.

## Biographie
Petite-fille de Jules Guesde, Lilian Constantini a commencé une carrière de danseuse et de comédienne au début des années 1920 avant d'épouser l'industriel Charles Schneider. Ils sont les parents de Dominique Schneidre et de Catherine Schneider.
À la Libération, Charles, à la tête du groupe Schneider et Cie, lui confie la charge des œuvres sociales de la ville du Creusot, notamment elle préside l'Hôtel-Dieu et fait construire des maisons pour les Anciens. Les creusotins la surnomme "la bonne Dame du Creusot".
Au décès de son époux, le 6 août 1960, elle fut automatiquement cogérante du groupe Schneider mais doit rapidement transmettre l'entreprise au groupe Empain, dirigé par le baron Édouard-Jean Empain,.
Dans Les Passagers du souvenir, Maurice Bessy évoque la « jeune femme ravissante, Lilian Constantini, celle-là même qui (...) devint par veuvage maîtresse de forges et régna sur l'empire du Creusot ».

## Hommages
- Le 26 avril 2020, elle reçoit avec son époux Charles Schneider et à titre posthume la distinction de Juste Parmi les Nations de Yad'Vashem pour avoir sauvé  des enfants juifs de la Shoah.

(en) « The Righteous Among the Nations Database » (consulté le 12 avril 2021).

## Filmographie
- 1921 : La Vivante épingle de Jacques Robert
- 1922 : La Bouquetière des innocents de Jacques Robert : Marie Concini
- 1924 : Cousin Pons de Jacques Robert : Héloïse Brisetout
- 1925 : Naples au baiser de feu de Serge Nadejdine
- 1926 : La Chèvre aux pieds d'or de Jacques Robert : Toutcha
- 1926 : En plongée (ou Fragments d'épaves) de Jacques Robert : la princesse Nouriskine
- 1928 : Espionnage ou la Guerre sans armes de Jean Choux : Geneviève de Vendeville
- 1929 : Chacun porte sa croix de Jean Choux : Thérèse Dardelle
- 1930 : L'Étrange Fiancée de Georges Pallu : Cléopâtre
- 1934 : Lui ou elle, moyen métrage de Roger Capellani
- 1935 : Crime d'amour, court métrage de Roger Capellani
- 1936 : Le Coup de trois : Mme Walther